# Phragmatobia paghmani
Phragmatobia paghmani är en fjärilsart som beskrevs av Lenek 1966. Phragmatobia paghmani ingår i släktet Phragmatobia och familjen björnspinnare. Inga underarter finns listade i Catalogue of Life.